# Diócesis de Santo Ângelo
La diócesis de Santo Ângelo (en latín: Dioecesis Angelopolitana y en portugués: Diocese de Santo Ângelo) es una circunscripción eclesiástica latina de la Iglesia católica en Brasil, sufragánea de la arquidiócesis de Santa María. La diócesis tiene al obispo Liro Vendelino Meurer como su ordinario desde el 24 de abril de 2013. 

## Territorio y organización
La diócesis tiene 18 572 km² y extiende su jurisdicción sobre los fieles católicos de rito latino residentes en 48 municipios del estado de Río Grande del Sur: Santo Ângelo, Alecrim, Alegria, Augusto Pestana, Boa Vista do Buricá, Bossoroca, Caibaté, Campina das Missões, Cândido Godói, Catuípe, Cerro Largo, Chiapetta, Dezesseis de Novembro, Doutor Maurício Cardoso, Entre-Ijuís, Eugênio de Castro, Garruchos, Giruá, Guarani das Missões, Horizontina, Independência, Inhacorá, Jóia, Mato Queimado, Novo Machado, Pirapó, Porto Lucena, Porto Mauá, Porto Vera Cruz, Porto Xavier, Rolador, Roque Gonzales, Salvador das Missões, Santa Rosa, Santo Antônio das Missões, Santo Cristo, São José do Inhacorá, São Luiz Gonzaga, São Miguel das Missões, São Nicolau, São Paulo das Missões, São Pedro do Butiá, Senador Salgado Filho, Sete de Setembro, Tucunduva, Tuparendi, Ubiretama y Vitória das Missões.
La sede de la diócesis se encuentra en la ciudad de Santo Ângelo, en donde se halla la Catedral del Ángel de la Guarda.
En 2020 en la diócesis existían 40 parroquias.

## Historia
La diócesis fue erigida el 22 de mayo de 1961 con la bula Apostolorum exemplo del papa Juan XXIII, obteniendo el territorio de la diócesis de Uruguayana. Originalmente era sufragánea de la arquidiócesis de Porto Alegre.
En 2001 la diócesis se expandió incorporando la parroquia y el territorio municipal de Santo Antônio das Missões, que pertenecía a la diócesis de Uruguayana.
Por decreto del obispo Estanislau Amadeu Kreutz, el 29 de septiembre de 2002, los santos Roque González de Santa Cruz, Alfonso Rodríguez Olmedo y Juan del Castillo fueron proclamados copatronos de la diócesis, junto con los Ángeles Custodios.
El 13 de abril de 2011 pasó a formar parte de la provincia eclesiástica de la arquidiócesis de Santa María.

## Estadísticas
De acuerdo al Anuario Pontificio 2021 la diócesis tenía a fines de 2020 un total de 331 300 fieles bautizados.
| Año                                                                             | Población            | Población | Población      | Sacerdotes | Sacerdotes    | Sacerdotes    | Bautizados por sacerdote | Diáconos permanentes | Religiosos | Religiosos | Parroquias |
| Año                                                                             | Bautizados católicos | Total     | % de católicos | Total      | Clero secular | Clero regular | Bautizados por sacerdote | Diáconos permanentes | Varones    | Mujeres    | Parroquias |
| ------------------------------------------------------------------------------- | -------------------- | --------- | -------------- | ---------- | ------------- | ------------- | ------------------------ | -------------------- | ---------- | ---------- | ---------- |
| 1966                                                                            | 360 000              | 400 000   | 90.0           | 67         | 29            | 38            | 5373                     |                      | 50         | 230        | 25         |
| 1970                                                                            | 360 000              | 430 000   | 83.7           | 65         | 31            | 34            | 5538                     |                      | 59         | 270        | 27         |
| 1976                                                                            | 425 000              | 530 000   | 80.2           | 73         | 36            | 37            | 5821                     | 2                    | 69         | 475        | 28         |
| 1977                                                                            | 421 000              | 529 000   | 79.6           | 83         | 44            | 39            | 5072                     | 2                    | 88         | 480        | 30         |
| 1987                                                                            | 480 000              | 590 000   | 81.4           | 88         | 62            | 26            | 5454                     | 3                    | 61         | 399        | 36         |
| 1999                                                                            | 396 000              | 495 000   | 80.0           | 80         | 52            | 28            | 4950                     | 2                    | 65         | 345        | 38         |
| 2000                                                                            | 390 000              | 500 000   | 78.0           | 82         | 53            | 29            | 4756                     | 2                    | 68         | 340        | 38         |
| 2001                                                                            | 385 000              | 500 000   | 77.0           | 82         | 54            | 28            | 4695                     | 2                    | 71         | 320        | 38         |
| 2002                                                                            | 385 000              | 500 000   | 77.0           | 82         | 55            | 27            | 4695                     | 2                    | 78         | 318        | 38         |
| 2003                                                                            | 392 000              | 510 000   | 76.9           | 92         | 68            | 24            | 4260                     | 3                    | 86         | 312        | 39         |
| 2004                                                                            | 389 000              | 508 000   | 76.6           | 114        | 92            | 22            | 3412                     | 4                    | 68         | 314        | 39         |
| 2010                                                                            | 395 000              | 541 000   | 73.0           | 81         | 58            | 23            | 4876                     | 1                    | 47         | 222        | 40         |
| 2014                                                                            | 414 000              | 568 000   | 72.9           | 78         | 55            | 23            | 5307                     | 1                    | 32         | 159        | 40         |
| 2017                                                                            | 424 635              | 582 590   | 72.9           | 71         | 55            | 16            | 5980                     | 1                    | 32         | 122        | 40         |
| 2020                                                                            | 331 300              | 460 100   | 72.0           | 76         | 57            | 19            | 4359                     | 1                    | 24         | 163        | 40         |
| Fuente: Catholic-Hierarchy, que a su vez toma los datos del Anuario Pontificio. |                      |           |                |            |               |               |                          |                      |            |            |            |

## Episcopologio
- Aloísio Leo Arlindo Lorscheider, O.F.M. † (3 de febrero de 1962-26 de marzo de 1973 nombrado arzobispo de Fortaleza)
- Estanislau Amadeu Kreutz † (21 de diciembre de 1973-15 de junio de 2004 retirado)
- José Clemente Weber (15 de junio de 2004-24 de abril de 2013 retirado)
- Liro Vendelino Meurer, desde el 24 de abril de 2013